# Nickelodeon Kids' Choice Awards 2016
De Nickelodeon Kids' Choice Awards 2016 was de 29e editie van de jaarlijkse Kids' Choice Awards op Nickelodeon. De show werd gepresenteerd door countryzanger en The Voice-jurylid Blake Shelton. De show werd live gefilmd in The Forum, Inglewood, Californië op 12 maart 2016 en werd live uitgezonden in de Verenigde Staten, Canada, Australië en Nieuw-Zeeland, en op 13 maart werd de show uitgezonden in Nederland en België. Bart Boonstra en Iris Hesseling presenteerden de show voor Nederland en reikten de Nederlandse prijzen uit.

## Categorieën
De genomineerden werden bekendgemaakt op 2 februari 2016. Kijkers konden stemmen van 2 februari tot en met 7 maart 2016.
Winnaars zijn vet weergegeven.

### Film
Favoriete film
- Ant-Man
- Avengers: Age of Ultron
- Cinderella
- Daddy's Home
- Jurassic World
- Pitch Perfect 2
- Star Wars: The Force Awakens (winnaar)
- The Hunger Games: Mockingjay - Part 2

Favoriete filmacteur
- Chris Evans, Avengers: Age of Ultron
- Chris Hemsworth, Avengers: Age of Ultron
- Chris Pratt, Jurassic World
- John Boyega, Star Wars: The Force Awakens
- Robert Downey jr., Avengers: Age of Ultron
- Will Ferrell, Daddy's Home (winnaar)

Favoriete filmactrice
- Anna Kendrick, Pitch Perfect 2
- Daisy Ridley, Star Wars: The Force Awakens
- Jennifer Lawrence, The Hunger Games: Mockingjay - Part 2 (winnaar)
- Scarlett Johansson, Avengers: Age of Ultron
- Lily James, Cinderella
- Rebel Wilson, Pitch Perfect 2

Favoriete geanimeerde film
- Alvin and the Chipmunks: The Road Chip
- Home
- Hotel Transylvania 2 (winnaar)
- Inside Out
- Minions
- The Peanuts Movie

### Televisie
Favoriete acteur kids
- Aidan Gallagher – Nicky Harper, Nicky, Ricky, Dicky & Dawn
- Casey Simpson – Ricky Harper, Nicky, Ricky, Dicky & Dawn
- Jace Norman – Henry Hart, Henry Danger
- Jack Griffo – Max Thunderman, De Thundermans
- Ross Lynch – Austin Moon, Austin & Ally (winnaar)
- Tyrel Jackson Williams – Leo Dooley, Lab Rats

Favoriete actrice kids
- Dove Cameron (Liv Rooney en Maddie Rooney Liv and Maddie)
- Lizzy Greene (Dawn Harper, Nicky, Ricky, Dicky & Dawn)
- Kira Kosarin (Phoebe Thunderman,De Thundermans)
- Laura Marano (Ally Dawson, Austin & Ally)
- Debby Ryan (Jessie Prescott, Jessie)
- Zendaya (K.C. Cooper, K.C. Undercover) (winnaar)

Favoriete tv-serie kids
- Austin & Ally
- Girl Meets World
- Henry Danger
- Jessie
- Lab Rats
- De Thundermans (winnaar)

Favoriete cartoon
- Alvin and the Chipmunks
- The Amazing World of Gumball
- Gravity Falls
- Ninjago
- Phineas & Ferb
- SpongeBob SquarePants (winnaar)
- Steven Universe
- Teen Titans

Favoriete acteur familie
- Anthony Anderson (Andre 'Dre' Johnson, Black-ish)
- Johnny Galecki (Leonard Hofstadter, The Big Bang Theory)
- Grant Gustin (Barry Allen, The Flash)
- Ben McKenzie (James Gordon, Gotham)
- Jim Parsons (Sheldon Cooper, The Big Bang Theory) (winnaar)
- Rico Rodriguez (Manny Delgado, Modern Family)

Favoriete actrice familie
- Chloe Bennett (Daisy "Skye" Johnson, Agents of S.H.I.E.L.D.)
- Kaley Cuoco (Penny Hofstadter, The Big Bang Theory)
- Sarah Hyland (Haley Dunphy, Modern Family)
- Jennifer Morrison (Emma Swan, Once Upon a Time)
- Sofía Vergara (Gloria Delgado-Pritchett, Modern Family) (winnaar)
- Ming-Na Wen (Melinda May, Agents of S.H.I.E.L.D.)

Favoriete tv-serie familie
- Marvel’s Agents of S.H.I.E.L.D.
- The Big Bang Theory
- The Flash
- Modern Family
- The Muppets (winnaar)
- Once Upon a Time

### Muziek
Favoriete liedje
- Bad Blood - Taylor Swift & Kendrick Lamar
- Can't Feel My Face - The Weeknd
- Hello - Adele (winnaar)
- Hotline Bling - Drake
- Thinking Out Loud - Ed Sheeran
- What Do You Mean? - Justin Bieber

Favoriete samenwerking
- "Bad Blood" door Taylor Swift & Kendrick Lamar
- "Downtown" by Macklemore & Ryan Lewis, Eric Nally, Melle Mel, Kool Moe Dee & Grandmaster Caz
- "Good for You" door Selena Gomez & A$AP Rocky
- "Like I'm Gonna Lose You" door Meghan Trainor & John Legend
- '"See You Again" door Wiz Khalifa & Charlie Puth (winnaar)
- "Where Are Ü Now" door Skrillex, Justin Bieber & Diplo

Favoriete zanger
- Blake Shelton
- Drake
- Ed Sheeran
- Justin Bieber (winnaar)
- Nick Jonas
- The Weeknd

Favoriete zangeres
- Adele
- Ariana Grande (winnaar)
- Meghan Trainor
- Nicki Minaj
- Selena Gomez
- Taylor Swift

Favoriete nieuwe artiest
- Alessia Cara
- DNCE
- OMI
- Shawn Mendes (winnaar)
- Silentó
- Walk the Moon

Favoriete band
- Fall Out Boy
- Fifth Harmony (winnaar)
- Imagine Dragons
- Maroon 5
- One Direction
- Pentatonix

### Overig
Favoriete boekenreeks
- Dagboek van een Minecraft zombie
- Diary of a Wimpy Kid (winnaar)
- Harry Potter
- Star Wars: Absoluut Alles Wat Je Moet Weten
- The Hunger Games
- The Maze Runner

Favoriete videogame
- Disney Infinity 3.0
- Just Dance 2016 (winnaar)
- Minecraft: Story Mode
- Skylanders: SuperChargers
- SpongeBob HeroPants
- Super Mario Maker

### Nederland en België
Favoriete ster - Nederland
- B-Brave (winnaar)
- MainStreet
- Chantal Janzen
- Jandino Asporaat
- Ronnie Flex
- Timor Steffens

Favoriete vlogger - Nederland & België
- Enzo Knol
- Acid (winnaar)
- UnaGize
- Furtjuh
- BeautyNezz
- Dylan Haegens

## Optredens
- DNCE - Cake by the Ocean
- Charlie Puth ft. Wiz Khalifa - See You Again
- Silentó - Watch Me

The Big Ballot · 1988 · 1989 · 1990 · 1991 · 1992 · 1993 · 1994 · 1995 · 1996 · 1997 · 1998 · 1999 · 2000 · 2001 · 2002 · 2002 · 2003 · 2004 · 2005 · 2006 · 2007 · 2008 · 2009 · 2010 · 2011 · 2012 · 2013 · 2014 · 2015 · 2016 · 2017